# Galo Plaza Lasso
Galo Lincoln Plaza Lasso de la Vega, född 17 februari 1906 i New York, USA, död 28 januari 1987 i Quito, Ecuador, var en ecuadoriansk politiker och statsman.

## Biografi
Plaza föddes i New York i Marlton House under hans fars, ex-president Leonidas Plaza, exil; hans mor var Avelina Lasso Ascásubi. Han studerade jordbruk vid University of Maryland, ekonomi vid University of California, Berkeley, och diplomati på Edmund A. Walsh diplomatskola på Georgetown University.
År 1938 utsågs Plaza till krigsminister i Ecuador. År 1940 grundade han Colegio Americano de Quito och 1944 blev han Ecuadors ambassadör till USA. År 1948, efter att ha bildat en liberal politisk grupp i Ecuador, valdes han till landets president.
Plaza skilde sig från tidigare ecuadorianska presidenter. Född i USA, där han också utbildade sig vid flera universitet, förstärktes hans band till USA ännu närmare till följd att han tjänstgjorde där som ambassadör under president Carlos Alberto Arroyo del Río.
Plaza införde en utvecklingsinriktad och teknokratisk tonvikt i den ecuadorianska regeringen. Han bjöd in utländska experter i den ekonomiska utvecklingen och den statliga förvaltningen för att rekommendera reformer inom båda områdena. Till stor del på grund av bristande politisk vilja inom antingen den verkställande eller den lagstiftande makten, kom dock så gott som ingen av de rekommenderade reformerna att införas. Trots detta fick ekonomin ändå en markant förbättring, med minskad inflationen och både statsbudgeten och valutabalansen i ordning för första gången på många år.
Utöver detta var Plazas viktigaste bidrag till ecuadorianska politiska kulturen hans engagemang för demokratiska principer och praxis. Han befrämjade sådana demokratiska garantier som pressfrihet och åsiktsfrihet för politiska motståndare.
Efter att ha lämnat presidentämbetet, hade han ett antal diplomatiska uppdrag för FN, bland annat som medlare i konflikterna i Libanon (1958), Kongo-Léopoldville (1960) och Cypern (1964-1965). År 1968 blev han generalsekreterare OAS, där han fick ett rykte om gott ledarskap.